# 19466 Darcydiegel
19466 Darcydiegel este un asteroid din centura principală de asteroizi.

## Descriere
19466 Darcydiegel este un asteroid din centura principală de asteroizi. A fost descoperit pe 20 aprilie 1998 la Socorro, New Mexico, în cadrul proiectului LINEAR. Asteroidul prezintă o orbită caracterizată de o semiaxă mare de 2,74 ua, o excentricitate de 0,03 și o înclinație de 6,4° în raport cu ecliptica.